# Église du Sacré-Cœur de Mrira
L'église du Sacré-Cœur de Mrira, située dans la zone industrielle d'El Mghira de la ville de Fouchana en Tunisie, est une église catholique construite en 1897 pendant le protectorat français. Cédée au gouvernement tunisien en 1964, elle est actuellement abandonnée.

## Historique de l'église
L'acquisition de la vaste plaine de Mrira, couvrant 2 000 hectares, en 1891, par un industriel de Roubaix, Édouard Prouvost-Fauchille, est à l'origine de la création du village. En l'espace de six ans, la propriété devient une énorme exploitation agricole spécialisée dans la vigne et les arbres fruitiers. La présence de nombreux ouvriers et contremaîtres européens rend alors nécessaire la construction d'un lieu de culte catholique. C'est la mère de l'industriel qui décide de prendre en charge la totalité des frais de construction. Née Joséphine Yon, elle est la veuve d'Amédée Prouvost, fondateur de la société Peignage Amédée Prouvost. Présidente des sections roubaisiennes de la Conférence de Saint-Vincent-de-Paul et du Tiers Ordre de Saint François, elle veut étendre son action en Tunisie.
La première pierre est posée le 5 mai 1897. C'est un entrepreneur de Tunis, M. Faure, qui est chargé de la construction de l'édifice d'après des plans tracés par un architecte de Roubaix, M. Dupire. En quelques mois, l'ouvrage est achevé. Tout le mobilier provient de la Maison Buisine à Lille : ornements, vases sacrés, autel en marbre, chemin de croix, harmonium, etc. Une statue en fonte de deux mètres de haut, pesant 300 kilos et représentant le Sacré-Cœur, est placée au-dessus du portail d'entrée. Une cloche de 80 kilos, en provenance de Nancy, vient rejoindre l'église qui est bénie le 23 mars 1898 par l'archevêque de Carthage, Monseigneur Clément Combes,.
L'augmentation de la population chrétienne de Mrira qui passe de quarante à 300 personnes en 1902 justifie que le village devienne une paroisse en 1900. Le prêtre qui la dirige a également à sa charge les annexes de Sedjoumi, Birine, Nassen, Khlédia et Fouchana. Si la moitié de son salaire lui est versée par la famille Prouvost, ses successeurs auront moins de soutien puisque, à partir de 1920, ceux-ci doivent compter sur les revenus de deux hectares de vigne pour assurer leur sacerdoce.
La majorité des fidèles de la paroisse sont siciliens. À la fin de la Seconde Guerre mondiale, beaucoup d'entre eux sont expropriés. Cette baisse du nombre de fidèles entraîne le rattachement de la paroisse à celle de Sainte-Croix.

## Bâtiment après l'indépendance
L'indépendance du pays en 1956 et la nationalisation des terres européennes le 12 mai 1964 entraînent le départ de tous les habitants européens de la région. Le modus vivendi signé entre le gouvernement tunisien et le Vatican le 10 juillet 1964 prend acte de cette disparition de la communauté chrétienne de Mrira. Son église est cédée au gouvernement tunisien avec l'assurance qu'elle ne sera utilisée qu'à des fins d'intérêt public compatibles avec son ancienne destination.
Elle est désormais à l'état d'abandon.

## Ecclésiastiques responsables de la paroisse
- Abbé Duhayon (1902-1920) ;
- Abbé Fortuna (1920-1923) ;
- Abbé Santoni (1923-?) ;
- Abbé Henriot (?-?)